# Cathaya argyrophylla
Cathaya argyrophylla je stálezelený jehličnatý strom, jediný žijící druh rodu Cathaya. Vyskytuje se jako relikt pouze v Číně.

## Popis
Cathaya argyrophylla je stálezelený strom dorůstající výšky až 20 metrů a výčetního průměru kmene až 40 cm. Borka je tmavě šedá, nepravidelně rozpraskaná. Letorosty jsou žlutohnědé, zpočátku chlupaté, později olysávající. Zimní pupeny jsou vejcovité až kuželovitě vejcovité, světle žlutohnědé. Jehlice jsou zploštělé, přímé nebo lehce prohnuté, 4 až 6 cm dlouhé a 2,5 až 3 mm široké, na líci tmavě zelené, na rubu se 2 bílými čárami průduchů. Větve jsou dvojího druhu. Na delších, bujnějších větvích se střídají rychleji rostoucí zóny s řídkými jehlicemi s hustěji olistěnými, pomaleji rostoucími zónami. Na krátkých, postranních větévkách jsou jehlice nahloučené a vyhlížejí jako přeslenité. V jehlici je 1 cévní svazek a 2 pryskyřičné kanálky. Pylová zrna jsou opatřena 2 vzdušnými vaky. Šišky jsou zprvu zelené, později tmavě hnědé, přisedlé, za zralosti převislé, 3 až 5 cm dlouhé a 1,5 až 3 cm široké, eliptického až vejcovitého tvaru. Jsou tvořeny 13 až 16 téměř okrouhlými šupinami. Šišky zrají 1. rokem a často vytrvávají na stromě po několik let. Semena jsou 5 až 6 mm dlouhá, křídlatá. Semenáčky klíčí nad zemí (epigeicky) a mají 3 nebo 4 dělohy.

## Rozšíření
Druh je rozšířen pouze v Číně v provinciích Kuang-si, Kuej-čou, Chu-nan a S’-čchuan. Vyskytuje se na několika vzdálených nevelkých lokalitách v horách Dalou a Yecheng v nadmořských výškách 900 až 1900 metrů. Roste jako součást stálezeleného širokolistého lesa ve společnosti různých druhů čeledi bukovité a borovice Pinus fentzeliana.

## Historie
Rod Cathaya je v současné době relikt a vyskytuje se pouze v Číně. Ve třetihorách bylo jeho rozšíření podstatně větší a vyskytoval se i na území Evropy, Ruska a Kanady. Fosílie jsou hojně nacházeny např. v německých hnědouhelných pánvích miocenního stáří.

## Ochrana
V Červeném seznamu ohrožených druhů IUCN je tento druh veden jako zranitelný. Celkový počet dospělých jedinců je odhadován na 500 až 1000 kusů. Není známo že by byl v minulosti těžen a jeho řídký výskyt je považován za přirozený. Většina populace je v chráněných oblastech a těžba této dřeviny je výnosem čínské vlády zakázána.